# 張丹蕾
張丹蕾（英語：Dana Zhang Tai Lui，1994年6月22日—）是香港女性模特兒，屬Jamcast。她在倫敦藝術大學畢業，主修時裝設計及發展。她在2020年首次在電視演出，參演ViuTV劇集《黑市》。

## 演出

### 電視劇（ViuTV）
- 2020年：《黑市—過夜》 飾演 小琳
- 2020年：《黑市—奪舍》 飾演 蔣曼莉
- 2020年：《男排女將》 飾演 Joyce

### 網絡劇集
- 2020年：《把砒霜留給自己》